# The Luyas
The Luyas er et canadisk rockband. Gruppen består af ægteparret Jessie Stein og Pietro Amato (ex-Arcade Fire), samt Stefan Schneider (Bell Orchestre), Mathieu Charbonneau og Sarah Neufeld (Arcade Fire/Bell Orchestre).

## Medlemmer
- Jessie Stein – vokal, guitar, moodswinger
- Pietro Amato – Valdhorn
- Mathieu Charbonneau – Wurlitzer
- Sarah Neufeld – Violin
- Stefan Schneider – Trommer

## Discografi

### Album
- Faker Death, 2007, cd, re-release 2008, Pome Records
- Too Beautiful to Work, 2011, cd, Dead Oceans

### EP
- Tiny Head/Spherical Mattress 7" 2009

### Video
- Views of Montreal: The Luyas, 2009, Vincent Moon